# Parti conservateur colombien
Pour les articles homonymes, voir Parti conservateur.
Le Parti conservateur colombien (Partido Conservador Colombiano) est un parti politique colombien créé en 1849 et affilié à l'Union démocrate internationale, à l'Union des partis latino-américains, à l'Internationale démocrate centriste et à l'Organisation démocrate-chrétienne d'Amérique.
Avec le Parti libéral colombien, il domine depuis sa création le paysage politique colombien. Son influence sur la droite colombienne, jusque-là hégémonique, entame son déclin après le passage au pouvoir d'Andrés Pastrana. Affaibli, le parti ne présente aucun candidat présidentiel en 2002 et 2006, préférant apporter son soutien à Álvaro Uribe puis Juan Manuel Santos.
Actuellement, il est le troisième parti représenté au Sénat de la république de Colombie et le cinquième à la Chambre des représentants de Colombie.

## Historique

### Des origines à laRegeneración
Le Parti conservateur fut fondé en 1849 par Mariano Ospina Rodríguez et José Eusebio Caro (es) qui s'opposaient au nouveau Parti libéral colombien trop proche du président Tomás Cipriano de Mosquera. Ce nouveau parti rassemble les anciens Libéraux ministériels et les proches de l'oligarchie terrienne ainsi que la hiérarchie de l'Église catholique. Le programme du parti est publié le 4 octobre 1849 dans le quotidien La Civilización. Il y défend une organisation centralisée de la République. L'opposition entre conservateurs et libéraux conduira régulièrement la Colombie à la guerre civile.
Il s'agit d'un parti « élitiste » qui refusera longtemps la mise en place du suffrage universel jugé « contradictoire avec la nature hiérarchique de la société ». Après avoir été instauré une première fois en 1853, le suffrage universel est supprimé en 1880 lorsque le parti conservateur prend le pouvoir et restera aboli pendant toute la durée de la Regeneración (période de domination politique totale des conservateurs qui se prolonge jusqu'en 1930). Le parti revient également durant cette période sur les lois anticléricales instaurées par leurs adversaires libéraux : le catholicisme est reconnu religion d’État par la constitution de 1886 et reprend possession de l’enseignement, tandis que l’Église se voit exonérée d’impôts et reçoit une rente que lui procure l’État.
En réaction aux révoltes d'Afro-Colombiens du milieu du XIXe siècle, les élites politiques et économiques colombiennes nourrissent un racisme qui se répercute dans la propagande conservatrice de l'époque, où le parti libéral est décrit comme le parti des « nègres » et de la populace. Quand l'esclavage est aboli en 1851, des fractions du parti conservateur prennent les armes pour tenter de contrer cette mesure. Dans les années 1930 et 1940, sous l'influence de son dirigeant Laureano Gómez (futur président du pays), le parti conservateur colombien développe un intérêt pour le franquisme et le fascisme mussolinien qui se traduit par la création du groupe des Léopards. Le lauréanisme deviendra un substantif pour qualifier la pensée politique d'une large majorité des élites conservatrices. Une pensée à forte tonalité réactionnaire, joignant aux thèques classiques de la pensée traditionnelle contre-révolutionnaire une obsession du complot maçonnique et bolchevique.
Sur le plan politique, jusqu'au XXe siècle, les conservateurs focaliseront leur phobie sur les Afro-Colombiens jugés indignes de la civilisation européenne et blanche dont la Colombie se veut une digne représentante.

## Présidents du parti
- 2014-2016 : David Barguil
- 2016-2019 : Hernán Andrade
- depuis 2019 : Omar Yepes